# Guess Who (EP)
Guess Who (estilizado em letras maiúsculas ou como Gue?? Who) é o quarto extended play (EP) do girl group sul-coreano Itzy. Foi lançado pela JYP Entertainment em 30 de abril de 2021. A pré-venda do álbum começou em 22 de março. O EP contém seis faixas, incluindo o single "In the Morning". O álbum físico vem em três versões: Day, Night e Day & Night. O EP é principalmente um álbum de K-pop de estilo rap que combina elementos de EDM, hip hop, dance, dance-pop, trap, latin trap e R&B.
O EP recebeu sucesso comercial e críticas geralmente favoráveis de críticos de música, que elogiaram o gênero musical hip hop apresentado no álbum; no entanto, alguns críticos descobriram que o material controlava a vitalidade do grupo. Marcou a primeira e mais alta entrada de Itzy na Billboard 200 dos EUA, chegando ao número 148 e chegando ao número 2 na Gaon Album Chart. Em maio de 2021, Guess Who foi certificado Platina pela Korea Music Content Association.
O single, "In the Morning", alcançou a posição 10 na Gaon Digital Chart, tornando-se o quinto single entre o top dez do grupo, bem como o terceiro single do grupo a entrar no top cinco da Billboard World Digital Song Sales. Para promover o EP, o grupo se apresentou em vários programas musicais sul-coreanos, como M Countdown e Inkigayo.

## Antecedentes
Em 22 de março, Itzy lançou o primeiro pôster de seu próximo álbum, Guess Who. Isso foi postado junto com as informações de pré-venda e uma prévia do conteúdo do álbum. A JYP Entertainment disse em um comunicado que o próximo lançamento contará com um som que "virá como uma surpresa para seus fãs". A gravadora acrescentou que o grupo "criaria movimentos de dança incomuns e estilos para mostrar algo diferente desta vez". Em 12 de abril de 2021, o grupo revelou a lista de faixas para o EP nas redes oficiais do grupo e no site, revelando "In the Morning" como o single principal. No dia seguinte, a versão Night de um teaser em grupo foi revelada. O próximo teaser do grupo foi lançado em 14 de abril. A partir de 15 de abril, uma série de teasers foi postada todos os dias nas redes sociais oficiais do grupo. Em 25 de abril, Itzy lançou o medley de destaque de seu álbum. O primeiro teaser do videoclipe de "In the Morning" foi lançado em 26 de abril. No dia seguinte, o segundo teaser do videoclipe para a faixa-título foi publicado. Em 28 de abril, o terceiro teaser do videoclipe para o single principal foi publicado.

## Composição
Guess Who apresenta seis canções que incorporam elementos de cordas country a ritmos lo-fi e mostram as habilidades vocais do grupo. "In the Morning" foi co-escrita e produzida pelo fundador da JYP Entertainment, Park Jin-young, que já havia trabalhado em dois dos singles de sucesso do grupo, "Icy" e "Not Shy". Outros produtores que participaram do álbum incluem os criadores de sucessos Earattack, que trabalhou com Got7, e o colaborador frequente de Kang Daniel, JQ. Durante um evento de imprensa para o álbum, as integrantes compartilharam que o título de Guess Who se refere a como elas mostram diferentes emoções e personas nas músicas enquanto exploram sua musicalidade.
Pessoalmente, acho que seremos capazes de mostrar aos nossos fãs um lado mais profundo e maduro de nós através deste álbum. Este álbum não é apenas brilhante com músicas felizes, é como se nossas próprias tomadas e imersões completassem a música e a performance. Comparado com os anteriores, acho que nossas expressões e [as] histórias que estamos contando podem ser o ponto principal deste álbum Chaeryeong sobre o significado do álbum.

### Canções
Inspirado no popular jogo Mafia, "In the Morning" é uma poderosa faixa de hip hop com uma composição de dance-trap viciante, aumentando os conceitos centrais da faixa de ambiguidade e suspense. O refrão transfixante da faixa mostra o grupo explorar vários estilos vocais com um sintetizador alucinante. Liricamente, a música é sobre roubar secretamente o coração de alguém. A segunda canção, "Sorry Not Sorry", é uma faixa lúdica e descontraída com uma produção de rock agitado que destaca a atitude cuidadosa do título. "Kidding Me", a terceira canção, é uma música EDM com som forte e viciante e aviso direto sobre a exigência de ser levado mais a sério. A música traz tambores de trap e um solo de dança envolvente. A quarta canção, "Wild Wild West" é uma faixa fascinante com loops de guitarra e um som rico que lembra a música ocidental americana. A música aborda corajosamente uma atração perigosa e inesperada. Com a faixa, Itzy avisa aos outros que elas são ásperas como um cacto no deserto. Sofiana Ramli da NME descreveu como "um epílogo divertido de seu tema de rodeio Not Shy". A quinta canção, "Shoot!" é um R&B tipo chefe e uma canção latin trap sobre como atrair lentamente as pessoas para um feitiço apaixonado. Implementou um som futurista com uma variedade de sons de instrumentos musicais. A canção final, "Tennis (0: 0)" é um dance-pop meio suave que compara uma paixão a um jogo de tênis. A música combina as vozes doces das cinco integrantes com instrumentos comuns, como guitarra acústica e batidas de bateria analógicas. O título e a letra da faixa referem-se a uma partida de tênis e como ela termina com um placar de 0:0, simbolizando que no final é “tudo sobre amor e não vencer lutas”. Em uma entrevista à NME Ryujin revelou que ela se inspirou em "Bad Liar" de Selena Gomez enquanto gravava "Tennis".

## Promoção
Em 2 de março de 2021, a JYP Entertainment carregou um teaser pôster com o nome do álbum, também anunciando a data de lançamento. A pré-venda do álbum começou em 22 de março. Em 12 de abril, Itzy revelou o título do single do álbum "In the Morning" e postou a lista de faixas do álbum. Guess Who foi lançado mundialmente em 30 de abril pela JYP em conjunto com o videoclipe de "In the Morning". Para comemorar seu retorno, o grupo deu uma entrevista coletiva online uma hora antes do lançamento para falar sobre o álbum. Em 1 de maio, Itzy apareceu no programa de TV sul-coreano Knowing Bros.

### Singles
"In the Morning" foi lançado como o single de Guess Who em 30 de abril de 2021. Um videoclipe para a música foi enviado ao canal da JYP no YouTube simultaneamente com o lançamento do single. Em três dias, o videoclipe atingiu cinquenta milhões de visualizações Itzy promoveu a música com apresentações ao vivo na televisão em vários programas musicais sul-coreanos, incluindo M Countdown, Show! Music Core, Music Bank e Inkigayo.

## Recepção crítica
| Críticas profissionais | Críticas profissionais |
| Avaliações da crítica  | Avaliações da crítica  |
| Fonte                  | Avaliação              |
| ---------------------- | ---------------------- |
| IZM                    | [ 17 ]                 |
| The Kraze              | 9.3/10                 |
| NME                    | [ 16 ]                 |
| Pitchfork              | 5.5/10                 |

Sofiana Ramli, da NME, premiou o extended play com 4 de 5 estrelas, descrevendo-a como "de longe o projeto mais coeso de Itzy em termos de som". A crítica elogiou a direção musical do hip-hop neste álbum, já que o grupo feminino "parece ter encontrado com sucesso uma marca de pop maximalista que funciona para elas". Escrevendo para The Kraze, Saquib Syed deu ao álbum uma pontuação de 9,3/10, afirmando que melhorou "seu jogo em todos os aspectos da performance" e descreveu o material como uma oportunidade de "disparar seus números para o próximo nível, potencialmente trazendo a níveis de reconhecimento semelhantes a grupos como Twice ou Blackpink na Coreia do Sul, bem como internacionalmente."
Em uma revisão mista, Joshua Minsoo Kim do Pitchfork descobriu que, embora sua estreia "estabeleceu o quinteto como uma nova força massiva na indústria", seu último lançamento, Guess Who, foi uma decepção, comentando que com o EP, Itzy "se tornou mais desconfortáveis sendo elas próprias no processo". Dayeol Jeong do IZM sentiu o álbum "que deve seguir passivamente uma direção definida, controla a vitalidade das cinco garotas".

## Desempenho comercial
Em 28 de abril, Guess Who ultrapassou 260.000 pré-vendas, tornando-se seu álbum mais vendido, superando Not Shy com 200.000 cópias. De acordo com oa Hanteo Chart da Coreia, o EP acumulou vendas de 200.130 cópias na primeira semana de lançamento, de 30 de abril a 6 de maio. O EP estreou no número 1 na Gaon Retail Album Chart com 58.291 cópias vendidas em uma semana. Na Coreia do Sul, Guess Who estreou e alcançou a segunda posição na semana que terminou em 1 de maio de 2020. O EP também entrou em 5º lugar na Gaon Album Chart no mês de abril de 2021, com menos de um dia de rastreamento e venda de 232.570 cópias. Todas as canções do Guess Who entraram na Gaon Download Chart. Hugh McIntyre da Forbes descreveu o EP como um best-seller na Coreia do Sul. Posteriormente, foi certificado como Platina por mais de 250.000 remessas na Coreia pela Korea Music Contents Association.
Nos Estados Unidos, o álbum entrou em várias paradas. Estreou e alcançou a posição 148 na Billboard 200 dos EUA, tornando-se o sexto álbum de maior pico de um ato feminino coreano na parada e tornando Itzy o sétimo ato feminino sul-coreano a entrar nas paradas, depois de BoA, Girls' Generation, 2NE1, Blackpink, Twice e Loona. Também entrou em segundo lugar na World Albums Chart dos EUA, ganhando a terceira entrada do grupo no top dez. Também entrou em primeiro lugar na Heetseekers Albums dos EUA, tornando-se seu álbum de maior sucesso nas paradas e seu projeto mais vendido no país. Na mesma semana, Itzy também ficou em 99º lugar na Billboard Artist 100 Chart.
No Reino Unido, o álbum estreou na 34ª posição na UK Album Downloads Chart na semana que terminou em 9 de maio de 2021, tornando-se a primeira entrada do grupo na parada.

## Lista de faixas
| Lista de faixas de Guess Who |                                                                  |                                           | |                                                      |         |  |
| N.º                          | Título                                                           | Letras                                    | Música | Arranjo                                              | Duração |  |
| 1.                           | "In the Morning" (마피아 in the Morning; Ma.pi.a in the Morning) | J.Y. Park "The Asiansoul" KASS danke LYRE | LYRE J.Y. Park "The Asiansoul" earattack KASS Lee Hae-sol                                                       | LYRE J.Y. Park "The Asiansoul" earattack Lee Hae-sol | 2:52    |  |
| 2.                           | "Sorry Not Sorry"                                                | Michael                                   | Shim Eun-ji Lee Min-young (EastWest) Yeul (1by1)                                                                | Lee Min-young (EastWest) Yeul (1by1)                 | 3:09    |  |
| 3.                           | "Kidding Me"                                                     | Kobee Holy M KASS                         | Kobee Holy M | Kobee Holy M                                         | 3:33    |  |
| 4.                           | "Wild Wild West"                                                 | earattack                                 | Andy Love (153/Joombas) earattack                                                                               | earattack                                            | 3:23    |  |
| 5.                           | "Shoot!"                                                         | Lee Ha-jin Mad Clown Kim Seung-min        | Alexander Pavelich Maria Hazell Jerker Olov Hansson Gigi Grombacher Joakim Harestad Haukaas Evard Forre Erfjord | Joki Erfjord                                         | 2:19    |  |
| 6.                           | "Tennis (0:0)"                                                   | JQ Vacation (makeumine works)             | Coach & Sendo Cazzi Opeia Alex Chang Jien                                                                       | Coach & Sendo                                        | 3:39    |  |
| Duração total:               | Duração total:                                                   | Duração total:                            | Duração total:                                                                                                  | Duração total:                                       | 18:58   |  |

## Desempenho nas tabelas musicais
| Tabela musical (2021)                            | Melhor posição |
| ------------------------------------------------ | -------------- |
| Bélgica (Ultratop de Flandres)                   | 59             |
| Bélgica (Ultratop da Valônia)                    | 115            |
| Coreia do Sul (Gaon)                             | 2              |
| Croácia (HDU)                                    | 12             |
| Dinamarca (Hitlisten)                            | 23             |
| Estados Unidos (Billboard 200)                   | 148            |
| Estados Unidos (Billboard Heatseekers Albums)    | 1              |
| Estados Unidos (Billboard Independent Albums)    | 25             |
| Estados Unidos (Billboard Top Tastemaker Albums) | 9              |
| Estados Unidos (Billboard World Albums)          | 2              |
| Finlândia (Suomen virallinen lista)              | 13             |
| Japão (Billboard Japan)                          | 16             |
| Japão (Oricon)                                   | 6              |
| Lituânia (AGATA)                                 | 73             |
| Reino Unido (OCC)                                | 34             |

| Tabela musical (2021) | Melhor posição |
| --------------------- | -------------- |
| Coreia do Sul (Gaon)  | 5              |

| Tabela musical (2021) | Posição |
| --------------------- | ------- |
| Coreia do Sul (Gaon)  | 16      |

## Certificações e vendas
| Região                                  | Certificação | Unidades certificadas/vendas |
| --------------------------------------- | ------------ | ---------------------------- |
| Coreia do Sul (KMCA)                    | Platina      | 331,709                      |
| *vendas baseadas apenas na certificação |              |                              |

## Histórico de lançamento
| Região        | Data                | Formatos                        | Gravadora         | Ref.  |
| ------------- | ------------------- | ------------------------------- | ----------------- | ----- |
| Coreia do Sul | 30 de abril de 2021 | CD, download digital, streaming | JYP Entertainment | [ 2 ] |
| Várias        | 30 de abril de 2021 | Download digital, streaming     | JYP Entertainment | [ 2 ] |